# Melbourne Heart Football Club 2010-2011

## Rosa
Dati aggiornati al 21 aprile 2011.
| N. |                        | Ruolo | Calciatore       |
| -- | ---------------------- | ----- | ---------------- |
| 1  | Australia (bandiera)   | P     | Clint Bolton     |
| 2  | Australia (bandiera)   | D     | Michael Marrone  |
| 4  | Australia (bandiera)   | D     | Simon Colosimo   |
| 5  | Brasile (bandiera)     | C     | Fred             |
| 6  | Australia (bandiera)   | D     | Matt Thompson    |
| 7  | Paesi Bassi (bandiera) | C     | Rutger Worm      |
| 8  | Australia (bandiera)   | C     | Kristian Sarkies |
| 9  | Brasile (bandiera)     | A     | Maycon           |
| 10 | Australia (bandiera)   | C     | Wayne Srhoj      |
| 11 | Brasile (bandiera)     | A     | Alex Terra       |
| 13 | Argentina (bandiera)   | D     | Jonathan Germano |

| N. |                      | Ruolo | Calciatore          |
| -- | -------------------- | ----- | ------------------- |
| 14 | Australia (bandiera) | C     | Kamal Ibrahim       |
| 15 | Australia (bandiera) | A     | David Joel Williams |
| 16 | Australia (bandiera) | D     | Aziz Behich         |
| 17 | Australia (bandiera) | A     | Jason Hoffman       |
| 18 | Australia (bandiera) | D     | Curtis Good         |
| 19 | Australia (bandiera) | A     | Eli Babalj          |
| 20 | Australia (bandiera) | C     | Adrian Zahra        |
| 21 | Australia (bandiera) | C     | Kliment Taseski     |
| 22 | Australia (bandiera) | C     | Nick Kalmar         |
| 23 | Australia (bandiera) | C     | Mate Dugandžić      |
| 24 | Australia (bandiera) | P     | Nikola Roganović    |